# Jorge Metoquita
Jorge Metoquita (em grego: Γεώργιος Μετοχίτης; romaniz.: George Metochites; ca. 1250 – 1328 d.C.) foi um arquidiácono durante as décadas de 1270 e 1280 e um importante e fervoroso defensor da União das Igrejas Latina e Grega acertada no Segundo Concílio de Lyon em 1274 d.C.

## Biografia
Dos primeiros anos de Metoquita, nada sabemos. Ele aparece pela primeira vez na "História" de Jorge Paquimeres no ano de 1273 como um dentre um pequeno grupo de clérigos que apoiou as negociações do imperador bizantino Miguel VIII Paleólogo para a reunião eclesiástica com Roma. Depois do Segundo Concílio de Lyon, ele serviu por um tempo como embaixador de Miguel na corte papal de Gregório X, Inocêncio V, João XXI e Nicolau III. Entre outras coisas, ele pedia, também sem sucesso, por uma cruzada conjunta entre gregos e latinas contra os turcos. Após a União de Lyon ter sido dissolvida após a morte de Miguel em dezembro de 1282, Metoquita, juntamente com o patriarca grego ortodoxo de Constantinopla João Bekkos e o arquidiácono Constantino Meliteniotes caíram em desgraça. Concílios anti-unionistas em Constantinopla em 1283 e 1285 retiraram-lhe o sacerdócio e o acusaram de heresia e, por isso, ele passou 45 anos - grande parte de sua vida - em uma prisão por se manter fiel as suas crenças unionistas. Seu filho, Teodoro Metoquita, que não compartilhava dos pontos de vista do pai sobre a união com Roma, conseguiu grande riqueza e influência sob o imperador Andrônico II Paleólogo e foi um renomado humanista bizantino. Entre seus pupilos estava Nicéforo Gregoras, o historiador e teólogo anti-palamita (veja controvérsia hesicasta). É provável que o jovem Metoquita manteve seu pai bem fornido com livros e material de escrita pois, em todo caso, Jorge Metoquita escreveu diversos livros durante estes quarenta e cinco anos, dando justificativas teológicas e históricas para a união eclesiástica. Seus livros receberam até o momento pouca atenção acadêmica, em parte por causa do estilo estranho e difícil de grego que ele empregou.

## Obas e edições
Alguns dos textos de Jorge Metoquita foram editados a partir do grego e receberam uma tradução latina por Leão Alácio no século XVII. Eles foram então republicados por Migne na Patrologia Graeca (vol. CXLI). Entre eles está "Contra Máximo Planudes" e "Contra Manuel Moschopoulos", nos quais ele argumenta que a crença latina de que o Espírito Santo procede do Pai e do Filho não é contrária à razão e nem à tradição dos padres gregos. Outra obra sobre o mesmo assunto é chamada de "Sobre a Processão do Espírito Santo". Combefis, que traduziu um curto trecho dela, alegou que era a melhor obra do tipo já escrita. Desta obra em cinco volumes, apenas dois trechos já foram publicados e ambos estão na Patrologia. Metoquita também escreveu diversas obras históricas relatando o cisma entre as Igrejas, na qual ele discute as origens do cisma, as primeiras tentativas de resolvê-lo, as preliminares da União de Lyon, a implementação da União no Império Bizantino e a reação separatista após a morte de Miguel VIII. Estas obras foram editadas por Joseph Cozza-Luzi sob o título de "Historia dogmatica" e publicadas nos volumes VIII e X da "Nova Patrum Bibliotheca" (Roma, 1871 and 1905) do cardeal Angelo Mai. Cozza-Luzi traduziu para o ltima o livro um desta "Historia Dogmatica" enquanto que os demais permanecem sem tradução. Um dos principais assuntos das diatribes de Metoquita nesta obra é o patriarca Gregório II Cipriota, que substituiu João Bekkos, e que é representado por Metoquita como sendo um herético e um patife.
Até hoje, não existem tradução das obras de Jorge Metoquita para nenhuma língua moderna.

## Estilo literário
Leão Alácio descreve o estilo de escrita de Metoquita da seguinte forma:
| “ | in omnibus dura, compositio aspera, nullo fuco, nullo lenocinio mollita, sententiæ graves, argumenta ad probandum id quod voluit firma, sed elocutione et impositione nominum horrida et confragosa. "...[sua escrita é] muito difícil, bruta na composição, sem a suavidade de um verniz falso ou adorno desnecessário, com opiniões sóbrias e sérias, e argumentos sólidos para provar o que ele tinha em mente, mas terrível e ranzinza em sua elocução e escolha de palavras. | ” |
|   | — Leão Alácio sobre Jorge Metoquita. |   |